# 永原駅
永原駅（ながはらえき）は、滋賀県長浜市西浅井町大字大浦羽部にある、西日本旅客鉄道（JR西日本）湖西線の駅である。駅番号はJR-B11。

## 概要
島式ホーム2面4線を持つ、待避設備を備えた高架駅で、アーバンネットワークエリアの最北端に位置する。西隣のマキノ駅とは7.1 km離れており、湖西線内では駅間距離がもっとも長い。
以前は電化方式の違いから、当駅から近江塩津方面へと抜ける普通列車の本数は少なかったが、敦賀駅（福井県敦賀市）までの直流切替工事が終了したため、2006年10月21日に新快速を中心にした直通列車が増発された。当駅より先に行く列車は2・4両編成の列車で、6・8両編成の列車は当駅で折り返している。
近畿車輛や川崎重工業（現在の川崎車両）が新造した車両の出場試運転や網干総合車両所または吹田工場（現在の吹田総合車両所）からの試運転も当駅で折り返すことを基本としている。その例として、321系（京阪神緩行線やJR東西線・片町線（学研都市線）・福知山線などで使用）や323系（大阪環状線）や273系（特急やくも）が挙げられる。また、2000年代の一時期は定期列車として201系が当駅まで入線したこともあった。

## 歴史
駅名は建設当時の仮称であった「永原」がそのまま採用されたが、地元の要望は「奥琵琶湖」であった。この名称を要望した理由として、永原村と塩津村の合併による旧村意識を温存すること、また近くで建設している奥琵琶湖パークウェイやその関連事業として新しい観光地としての脚光を浴びる目的があった。

### 年表
- 1974年（昭和49年）7月20日：日本国有鉄道湖西線の開通に伴い[12]、駅開業[2][3]。旅客のみを取り扱う駅員無配置駅[13]。
- 1987年（昭和62年）4月1日：国鉄分割民営化により、西日本旅客鉄道の駅となる[3][12]。
- 2000年（平成12年）
  - 1月：永原駅コミュニティハウス「コティ」がオープン[14]。
  - 2月1日：駅舎を新築し、使用開始[15]。同時に簡易委託駅となる[15]。
- 2003年（平成15年）10月26日：北陸本線・湖西線の直流電化工事が開始される。
- 2006年（平成18年）10月21日：敦賀駅までの直流化事業完成に伴うダイヤ改正を実施[4]、当駅 - 近江塩津駅・敦賀駅間の運用を大幅に増便[3]。ICカード「ICOCA」の利用が可能となる[4]。
- 2009年（平成21年）7月1日：アーバンネットワーク各駅共通で当駅も終日全面禁煙化（湖西線は当駅までで、近江塩津駅は対象外）。
- 2018年（平成30年）3月17日：駅ナンバリングが導入され、使用を開始。

## 駅構造

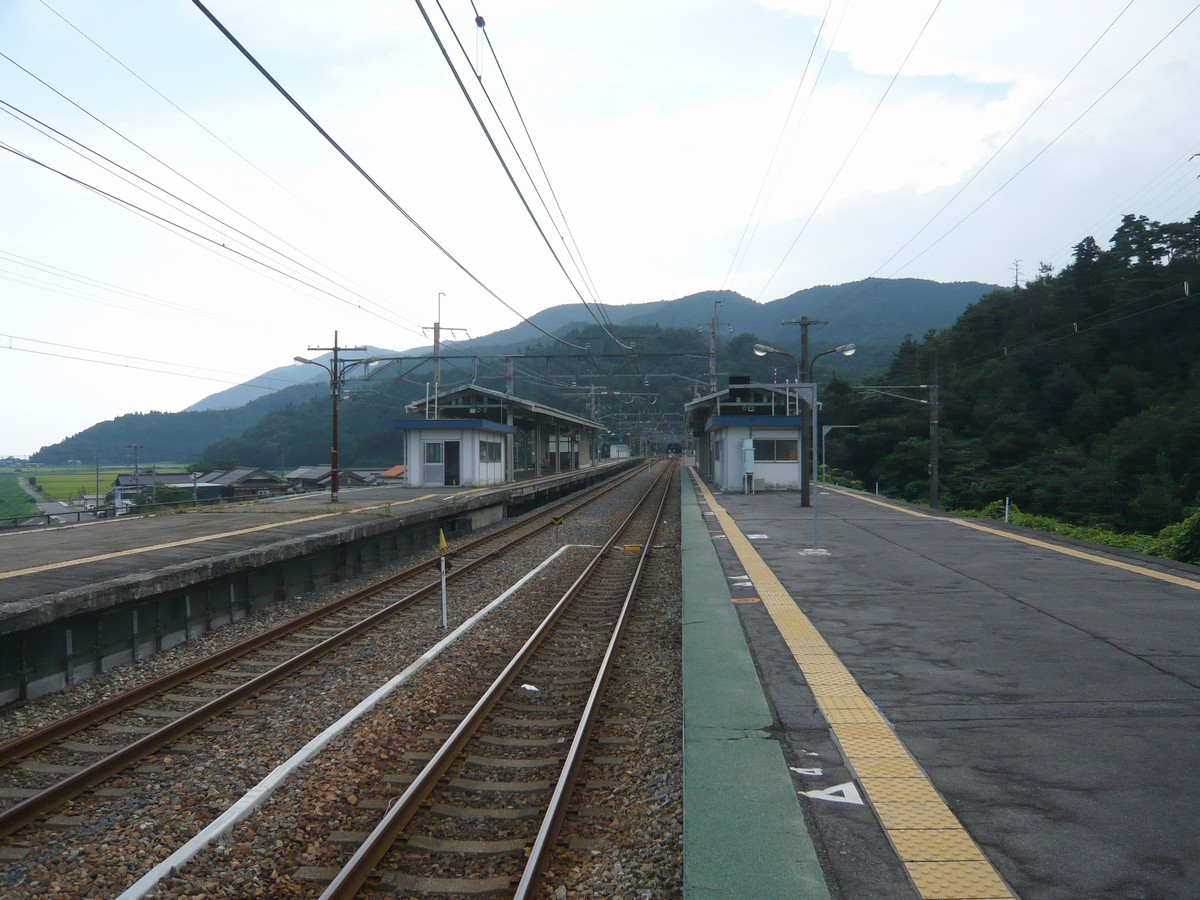
ホーム（2007年8月）

島式ホーム2面4線を有する高架駅（盛土上）である。
堅田駅管理の簡易委託駅。駅構内には化粧室・交通系ICカード専用簡易型自動改札機・乗車駅証明書発行機などが設置されている。

### のりば
| のりば | 路線   | 方向 | 行先               | 備考                |
| ------ | ------ | ---- | ------------------ | ------------------- |
| 1・2   | 湖西線 | 下り | 近江塩津・敦賀方面 |                     |
| 3・4   | 湖西線 | 上り | 近江今津・京都方面 | 当駅始発は2番のりば |

付記事項
- 外側2線（1・4番のりば）が本線[16]、内側2線（2・3番のりば）が待避線である[2]。なお、当駅で近江今津・京都方面へ折り返す列車は2番のりばを使用する[2]。
- 内側2線（2・3番のりば）は非常時に限り、貨物列車などが後続列車の発車・通過待ちを行うために停車することがある。
- 当駅付近は豪雪地帯のため、冬期は3番のりばのホーム端（近江今津寄り）に排雪用モーターカーが駐留する。その期間中は3番のりばを発着する列車が設定されない。
- 先述の通り、試運転は当駅で折り返すことを基本としているが、近江今津駅 - 当駅間で試運転を数往復した後、車庫に戻る設定も混在する[18][19]。なお、湖西線での速度向上試験は日本国有鉄道（国鉄）時代から行われている（詳細は湖西線#沿線概況を参照）。

## 利用状況
「滋賀県統計書」によると、1日平均の乗車人員は以下の通りである。
| 年度   | 1日平均 乗車人員 | 出典        |
| ------ | ---------------- | ----------- |
| 1992年 | 195              | [ 統計 2 ]  |
| 1993年 | 189              | [ 統計 3 ]  |
| 1994年 | 184              | [ 統計 4 ]  |
| 1995年 | 195              | [ 統計 5 ]  |
| 1996年 | 198              | [ 統計 6 ]  |
| 1997年 | 186              | [ 統計 7 ]  |
| 1998年 | 176              | [ 統計 8 ]  |
| 1999年 | 176              | [ 統計 9 ]  |
| 2000年 | 152              | [ 統計 10 ] |
| 2001年 | 152              | [ 統計 11 ] |
| 2002年 | 145              | [ 統計 12 ] |
| 2003年 | 137              | [ 統計 13 ] |
| 2004年 | 131              | [ 統計 14 ] |
| 2005年 | 119              | [ 統計 15 ] |
| 2006年 | 117              | [ 統計 16 ] |
| 2007年 | 107              | [ 統計 17 ] |
| 2008年 | 104              | [ 統計 18 ] |
| 2009年 | 111              | [ 統計 19 ] |
| 2010年 | 110              | [ 統計 20 ] |
| 2011年 | 104              | [ 統計 21 ] |
| 2012年 | 106              | [ 統計 22 ] |
| 2013年 | 119              | [ 統計 23 ] |
| 2014年 | 124              | [ 統計 24 ] |
| 2015年 | 129              | [ 統計 25 ] |
| 2016年 | 132              | [ 統計 26 ] |
| 2017年 | 132              | [ 統計 27 ] |
| 2018年 | 123              | [ 統計 28 ] |
| 2019年 | 102              | [ 統計 29 ] |
| 2020年 | 82               | [ 統計 30 ] |
| 2021年 | 74               | [ 統計 31 ] |
| 2022年 | 87               | [ 統計 32 ] |

1日平均の乗車人員数は、2002年に余呉駅と逆転して以降、滋賀県内のJRの駅では最も少ない。また、2023年度の1日平均の乗降人員数は180人となっており、こちらも滋賀県内のJRの駅では最も少ない。

## 駅周辺
水田が大きく広がるが、駅付近は森や山に囲まれているため、駅の前後にはトンネルが設けられている。なお、市役所支所や小学校などの各施設は駅東側に集約されている。
- 長浜市役所西浅井支所
  - 西浅井まちづくりセンター
  - 西浅井運動広場体育館
- 長浜市立永原小学校
- 国道303号
- 滋賀県道557号西浅井マキノ線
- 大浦川 - 駅構内で交差する河川

## バス路線
駅舎の前に「永原駅」停留所があり、西浅井コミュニティバス（おでかけワゴン）の路線が発着する。
- 西浅井交通ネットワーク線
- おでかけワゴン 菅浦線

## 隣の駅
西日本旅客鉄道（JR西日本）
 湖西線
■新快速・■快速・■普通
近江塩津駅 (JR-B10) - 永原駅 (JR-B11) - マキノ駅 (JR-B12)

### 記事本文